# Văn hóa Đài Loan
Văn hoá Đài Loan là sự pha trộn giữa nhà Khổng giáo và các nền văn hoá thổ dân Đài Loan, thường được hiểu theo nghĩa truyền thống và hiện đại. Kinh nghiệm chính trị xã hội ở Đài Loan dần dần phát triển thành một cảm giác về bản sắc văn hoá Đài Loan và cảm giác nhận thức về văn hoá Đài Loan, đã được thảo luận rộng rãi trong nước. Phản ánh những tranh cãi liên tục xung quanh tình hình chính trị của Đài Loan, chính trị tiếp tục đóng một vai trò quan trọng trong việc hình thành và phát triển bản sắc văn hoá Đài Loan, đặc biệt là trong khung thống trị ưu tiên của Đài Loan và Trung Quốc. Trong những năm gần đây, khái niệm đa văn hóa Đài Loan đã được đề xuất như là một quan điểm thay thế tương đối phi chính trị, điều này đã cho phép người Trung Quốc đại lục và các nhóm thiểu số khác tiếp tục định nghĩa lại văn hoá Đài Loan như là các hệ thống có ý nghĩa và khuôn mẫu suy nghĩ và hành vi chia sẻ của người dân Đài Loan.

## Tổng quan về chính sách văn hoá nhà nước

### Bối cảnh lịch sử
Văn hoá và di sản văn hoá Đài Loan chủ yếu được định hình bởi các quá trình của chủ nghĩa đế quốc và thực dân hóa vì những ảnh hưởng về cấu trúc và tâm lý của các dự án thuộc địa liên tiếp là không thể thiếu trong việc phát triển hình ảnh bản thân Đài Loan và sự tiến triển của văn hoá Đài Loan chính thức và không chính thức. Đối với phần lớn thời gian tồn tại của nó, Đài Loan vẫn nằm trên biên giới văn hoá, xa trung tâm đời sống dân sự và văn hoá của mỗi chế độ, và với mọi thay đổi chế độ, trung tâm văn hoá Đài Loan đã thay đổi. Tại nhiều thời điểm, trung tâm văn hoá Đài Loan đã từng là Đài Loan, Amsterdam, Hạ Môn (Amoy), Bắc Kinh thời nhà Thanh, Hoàng đế Nhật Bản, Trung Quốc hậu chiến và thậm chí là Hoa Kỳ.

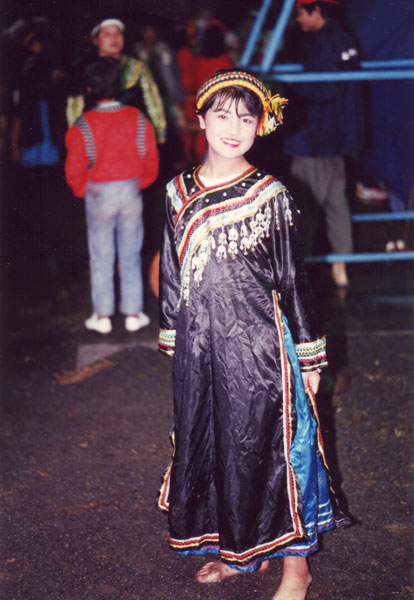
Vũ công Bunun trong bộ đầm thổ dân truyền thống

Trước khi Đế quốc Thanh Đế nhường lại Đài Loan cho Nhật Bản vào năm 1895, văn hoá Đài Loan được đặc trưng bởi các xã biên giới của nhà Thanh Hán và người thổ dân vùng Cao nguyên. Do vị trí chiến lược của Đài Loan dọc theo các tuyến thương mại Đông Á, người Đài Loan cũng bị ảnh hưởng bởi các ảnh hưởng của thế giới và ảnh hưởng của thương mại châu Âu. Vào giữa thời kỳ Nhật Bản (1895-1945), Đài Loan đã bắt đầu chuyển từ văn hóa địa phương sang văn hoá toàn cầu hiện đại, dưới sự hướng dẫn của phong cách "Tây phương hoá" của Nhật Bản. Bắt đầu từ thời Nhật Bản xây dựng cho chiến tranh, Nhật Bản đã tăng cường các chính sách của mình để Nhật Bản Đài Loan huy động cho các đồng minh. Nỗ lực của Nhật Bản đã dạy cho tầng lớp thượng lưu, văn hoá và ngôn ngữ của Nhật Bản, nhưng phần lớn không can thiệp vào tổ chức tôn giáo. Khi chính sách đàn áp của Nhật Bản đã được dỡ bỏ sau Chiến tranh thế giới II, người Đài Loan háo hức tiếp tục các hoạt động quốc tế trước chiến tranh. Di sản thuộc địa của Nhật đã định hình rất nhiều phong tục tập quán của người Đài Loan. Di sản thuộc địa của Nhật vẫn còn được nhìn thấy, do nỗ lực to lớn của Nhật Bản trong việc xây dựng cơ sở hạ tầng kinh tế và cơ sở công nghiệp của Đài Loan, thường được coi là yếu tố chính trong phát triển kinh tế nhanh chóng của Đài Loan.

## Chính sách văn hoá của Quốc Dân Đảng
Trong thời kỳ hậu chiến sớm, Quốc Dân Đảng Trung Quốc (KMT) đàn áp phong thái văn hoá Đài Loan và cấm người Đài Loan tham gia vào cuộc sống quốc tế trừ những lĩnh vực khoa học và công nghệ. Quốc Dân Đảng độc đoán chiếm ưu thế không gian văn hoá công cộng và các mạng lưới quốc gia Trung Quốc đã trở thành một phần của các thể chế văn hoá, để lại ít tài nguyên để tự chủ văn hoá phát triển.
Theo Quốc Dân Đảng đầu tiên, Đài Loan được sắp xếp lại từ một trung tâm hoàng gia Nhật Bản sang một trung tâm quốc gia Trung Quốc, dưới ảnh hưởng của Quốc hội Hoa Kỳ và các lợi ích chính trị địa lý của Hoa Kỳ. Mặc dù các hoạt động văn hoá của Hoa Kỳ khiêm tốn, họ đóng một vai trò quan trọng trong nền văn hoá phát triển của Đài Loan. Quốc hội Hoa Kỳ tuyên bố mất tinh thần đã dẫn đến "mất nước Trung Quốc" và do đó nhà nước đã ban hành một loạt các cải cách về ý thức hệ nhằm "lấy lại" Trung Quốc, trở thành chương trình văn hoá quan trọng của nhà nước vào thời đó. đầu tư vào khoa học nhân văn và khoa học xã hội, và ở một mức độ khác, mục tiêu chính của nhà nước là "bắt chước" người Đài Loan bằng cách dạy họ về hệ tư tưởng Trung Quốc và quốc gia thông qua giáo dục tiểu học bắt buộc.
Vào cuối những năm 1940, Quốc dân đảng đã loại bỏ bất đồng quan điểm về chính sách văn hoá của mình. Khi người Đài Loan tiếp tục các hoạt động văn hoá bị Nhật Bản xâm phạm vào năm 1937, thái độ dân tộc chủ nghĩa là người Đài Loan đã là "nô lệ Nhật" và do đó phải hoàn thành một thời gian giám sát về mặt đạo đức và đạo đức trước khi họ có thể được hưởng đầy đủ các quyền như công dân Cộng hòa Trung Quốc. Sự kiện ngày 28 tháng 2 phá hủy tầng lớp thượng lưu của Đài Loan và sự xuất hiện của tầng lớp thượng lưu đại lục đã đảm bảo sự thống trị của các trung tâm văn hoá đô thị.
Năm 1953, Tướng Tư lệnh Tưởng Giới Thạch đã đưa ra quan điểm đầu tiên về văn hoá để hoàn thành Ba Nguyên tắc về Dân tộc của Tôn Trung Sơn, bao gồm việc kê toa chương trình giáo dục quốc gia, xây dựng các phương tiện để giải trí trí tuệ và thể chất và chương trình văn hoá quan trọng của nhà nước chống tuyên truyền cộng sản. Đối với đời sống văn hoá Đài Loan, động lực chính là để "phổ cập hóa" giáo dục tiếng Quan Thoại, được thực thi bởi luật pháp. Mặc dù sự kiểm soát văn hoá của Trung Quốc rất khó khăn nhưng sự tiến bộ của Liên Xô trong công nghệ đã dẫn tới việc tập trung vào việc xây dựng mối quan hệ chặt chẽ hơn với các trường đại học Hoa Kỳ và phát triển các chương trình kỹ thuật. Sự hiện diện của Hoa Kỳ tại Đài Loan cũng khuyến khích người Đài Loan tiếp tục một số hoạt động văn hoá trung lập về dân tộc, được thể hiện trong một thị trường truyền thông tiếng Đài Loan đang phát triển.
Giữa những năm 1960 và những năm 1980 văn hoá của Đài Loan được các phương tiện truyền thông mô tả là sự tương phản giữa Đài Loan (Trung Quốc tự do) và Trung Quốc (Cộng sản Trung Quốc), thường được rút ra từ các địa điểm chính thức của Đài Loan như là một pháo đài văn hoá truyền thống Trung Quốc, những thứ đã bảo tồn "chất thật" giá trị Trung Hoa so với "chất giả" của hậu cộng sản Trung Quốc. Đồng thời, những biểu hiện văn hoá Đài Loan đã bị Tưởng Giới Thạch và Quốc Dân Đảng ức chế tàn bạo. Để đáp lại Cách mạng Văn hoá Trung Quốc, chính phủ Đài Loan đã bắt đầu quảng bá Văn hoá Trung Hoa Phục Hưng "(中華 文化 復興 運動), với vô số các chương trình được thiết kế để quảng bá văn hoá truyền thống Trung Quốc nhằm chống lại phong trào cộng sản trên đất liền nhằm tráo trở thành "Phá tứ cựu". Các chương trình này bao gồm các ấn phẩm trợ cấp của thư văn cổ Trung Quốc, có chức năng biểu tượng cho Bảo tàng Cung điện Quốc gia, thúc đẩy các học giả nổi tiếng nổi tiếng đến các vị trí nổi bật trong chính phủ và các viện nghiên cứu, giáo trình và thiết kế chương trình giảng dạy với trọng tâm là quan điểm chính thức về văn hóa " trong các sự kiện xã hội và cộng đồng và minh hoạ về hệ tư tưởng Nho giáo gắn liền với suy nghĩ của Tôn Trung Sơn.

## Sự Đài Loan hóa

### Sau 1975
Bentuhua hoặc Đài Loan hóa / nội địa hóa Đài Loan đã trở thành, được cho là, biểu tượng quan trọng nhất của sự thay đổi văn hoá trong hai mươi năm qua. Bentuhua mô tả phong trào xã hội và văn hoá của người dân Đài Loan để xác định với di sản văn hoá lịch sử độc đáo của Đài Loan. Bentuhua thường được liên kết với Chiến dịch Chỉnh sửa Tên Đài Loan, Độc lập Đài Loan và chủ nghĩa quốc gia của Đài Loan.

## Tôn Giáo

Dương và Âm biểu tượng của Đạo giáo

Dharmachakra đại diện cho Bát Chánh Đạo.

Hình thức tôn giáo phổ biến ở Đài Loan là sự pha trộn giữa Phật giáo, Đạo giáo, và tôn giáo dân gian Trung Quốc, bao gồm cả việc thờ cúng tổ tiên. Tuy nhiên, cũng có một số lượng lớn các tín đồ của mỗi hệ thống tín ngưỡng này.
Các nhà thờ Thiên chúa giáo đã hoạt động tại Đài Loan trong nhiều năm, đa số là Tin lành (với 2,6% dân số tự nhận mình là người theo đạo Tin Lành) với các giáo sĩ Presbyterian đóng một vai trò đặc biệt quan trọng. Nhà thờ Presbyterian ở Đài Loan đã hoạt động tích cực trong việc thúc đẩy nhân quyền và sử dụng người Đài Loan nói và viết (trong Pe̍h-ōe-jī), cả trong thời kỳ Nhật Bản, cũng như thời kỳ võ trang của Trung Quốc, trong đó việc sử dụng tiếng Quan Thoại độc quyền là bắt buộc. Như vậy, nhà thờ đã được liên kết với Chiến dịch Chỉnh sửa Tên Đài Loan và liên minh pan-green.
Một số tổ chức tôn giáo Đài Loan đã mở rộng hoạt động ra nước ngoài. Một số tổ chức, đặc biệt là Hiệp hội Quốc tế Ánh sáng của Đức Phật và Tzu Chi, đã mở rộng hoạt động của họ trên khắp thế giới.
Tín ngưỡng tôn giáo Phật giáo chiếm 93%, Thiên chúa giáo 4,5%, và những người khác 2,5%.

## Đồ ăn

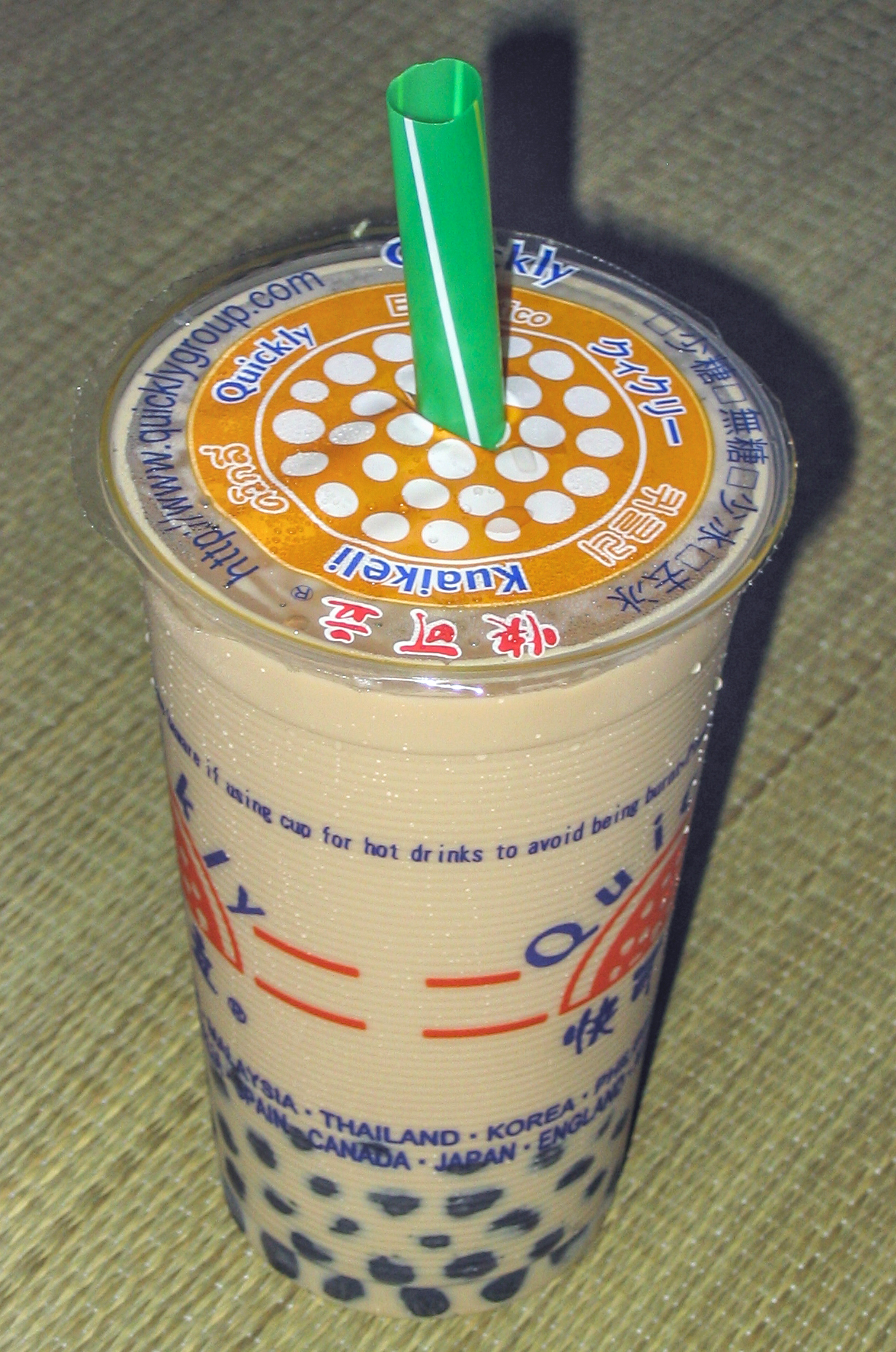
Trà sữa trân châu

Trà sữa trân châu là loại trà phổ biến có ở nhiều nơi trên thế giới. Một ảnh hưởng đáng chú ý của Nhật Bản tồn tại do thời kỳ Đài Loan dưới sự cai trị của Nhật Bản. Bản thân các món ăn Đài Loan thường có liên quan đến những ảnh hưởng từ các tỉnh phía nam đến Trung Quốc, đặc biệt là từ tỉnh Phúc Kiến, nhưng có thể dễ dàng tìm thấy những ảnh hưởng từ Trung Quốc do số lượng lớn người Hoa di dân đến Đài Loan vào cuối Trung Quốc Nội chiến và khi Đài Loan bị Trung Quốc cai trị (ROC). Trong quá trình này, Đài Loan đã phát triển một phong cách ẩm thực khác biệt.

## Ngôn ngữ
Ngôn ngữ được nói bởi nhiều người bản xứ nhất ở Đài Loan là Đài Loan Phúc Kiến, hay "Đài Loan",nói ngắn gọn hơn,được sử dụng bởi khoảng 70% dân số. Những người di cư từ Trung Quốc Đại lục sau năm 1949 (khoảng 13% dân số) chủ yếu nói tiếng Quan Thoại. Người Hakka, chiếm khoảng 13% dân số, nói ngôn ngữ Hakka khác biệt. Các ngôn ngữ Formosan là các ngôn ngữ dân tộc của thổ dân Đài Loan, chiếm khoảng 2,3% dân số đảo.
Truyền thống là ngôn ngữ chính thức và gần như là phổ biến sử dụng. Tiếng Anh được dạy phổ biến, bắt đầu từ năm học tiểu học.
Tiếng Quan Thoại Đài Loan, bắt nguồn từ Tiếng Trung Quốc, được nói ở các cấp độ khác nhau theo tầng lớp xã hội và tình huống của người nói.
Một số thuật ngữ có ý nghĩa khác nhau ở Đài Loan và Trung Quốc đại lục, như: 土豆 (tǔdòu), có nghĩa là đậu phộng ở Đài Loan, nhưng lại là khoai tây ở Trung Quốc. Cũng có sự khác biệt trong phát âm chính thức của một vài từ như 垃圾, được phát âm là lèsè ở Đài Loan nhưng lājī ở Trung Quốc, với sự xuất hiện trước đây từ tiếng Thượng Hải.

## Truyền thông
Tự do báo chí ở Đài Loan được bảo đảm bởi Hiến pháp và chỉ số tự do báo chí toàn thế giới của nó đứng ở 32 trong số 169 quốc gia, như năm 2007. Đài Loan dưới thời quân đội,đã có những hạn chế nghiêm ngặt về báo chí và phát thanh truyền hình, trước khi tự do hóa chính trị nới lỏng những hạn chế trong những năm 1980.

## Thể thao
- Cầu lông
- Bóng chày
- Bóng rổ
- Cổ vũ
- Gôn
- Võ thuật
- Bi-a
- Bơi lội
- Bóng bàn
- Quần vợt
- Bóng chuyền

Hiệp hội bóng rổ quốc gia Hoa Kỳ có một sự kiện đáng chú ý ở Đài Loan. Các cầu thủ bóng rổ nổi tiếng như Allen Iverson, Kevin Garnett, Chauncey Billups, Andre Iguodala, Jason Williams, Karl Malone, Michael Jordan, Grant Hill, Clyde Drexler, Glen Rice, Kobe Bryant và Scottie Pippen đã đến thăm Đài Loan.
Các vận động viên đến từ Đài Loan tranh tài trong các sự kiện thể thao quốc tế, thường dưới ngọn cờ của "Đài Bắc Trung Quốc" do sự phản đối của Trung Quốc đối với việc sử dụng "Đài Loan" trong những hoàn cảnh như vậy.

## Trà
Văn hoá trà Đài Loan, bao gồm nghệ thuật chè, trà, và một cách xã giao để thưởng thức trà. Trong khi các loại trà phổ biến nhất là Ô long, đặc biệt là các Ô long Đài Loan như Iron Goddess và Alpine Oolong. Tuy nhiên, trà đen và trà xanh cũng phổ biến. Nhiều nghệ thuật cổ điển có thể được nhìn thấy trong văn hóa trà, ví dụ: chữ viết, hoa nghệ thuật, nghệ thuật hương, và nhiều điều khác.

## Giải trí

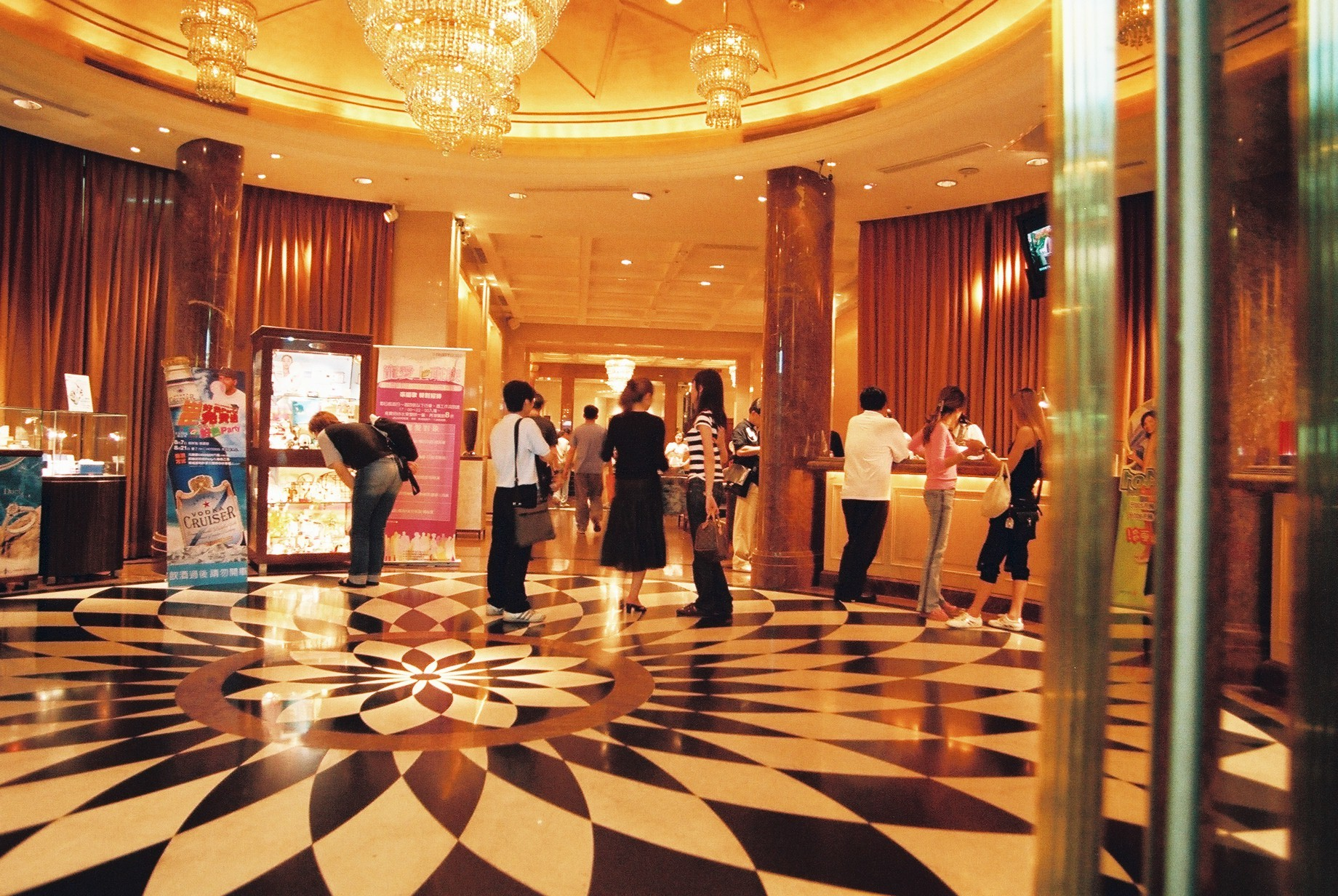
Lối vào của KTV ở Đài Bắc

Karaoke cực kỳ phổ biến ở Đài Loan, nơi được gọi là KTV (karaoke television). Đây là một ví dụ về một điều mà người Đài Loan đã vẽ, trên quy mô, từ nền văn hoá Nhật Bản đương đại. Pachinko là một ví dụ khác. Trong những ngày bão, nhiều thanh niên Đài Loan sẽ dành cả ngày để hát karaoke hoặc chơi mạt chược. Nhiều người thích xem các bộ phim truyền hình được gọi chung là bộ phim Đài Loan.
Từ năm 1999, suối nước nóng, được gọi là wēnquán bằng tiếng Trung và onsen tiếng Nhật, đã trở lại nhờ nỗ lực của chính phủ. Hơn 100 suối nước nóng đã được phát hiện kể từ khi Nhật Bản giới thiệu văn hoá onsen phong phú của họ đến Đài Loan, phần lớn nằm ở ở phần phía bắc của hòn đảo Đài Loan.
Anime và manga rất phổ biến ở Đài Loan. Truyện tranh, kể cả manga, được gọi là manhua ở Đài Loan. Thường thấy một cửa hàng cho thuê truyện tranh hoặc một cửa hàng manga tại mỗi đường phố ở các thành phố lớn.

## Văn hoá cửa hàng tiện lợi

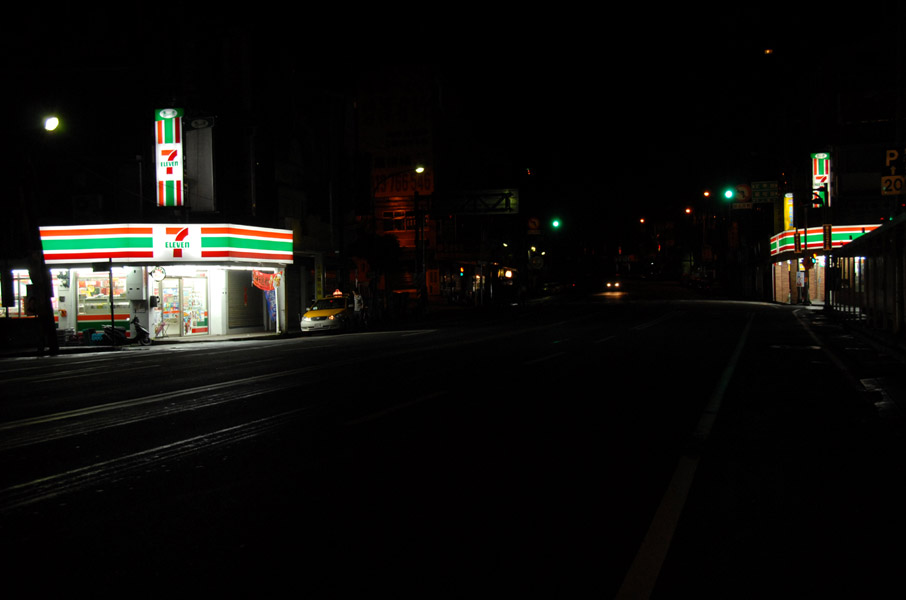
Hai cửa hàng 7-Eleven đối diện nhau trên đường ngang. Đài Loan có mật độ cửa hàng 7-Eleven cao nhất trên thế giới

Với hơn 9.200 cửa hàng tiện lợi với diện tích 35.980 km² và 22.9 triệu dân thì Đài Loan có mật độ cửa hàng tiện lợi cao nhất thế giới / người: một cửa hàng / 2.500 người hoặc là 1.0004 cửa hàng / người. Tính đến ngày 1 tháng 1 năm 2009, Đài Loan còn có 4.800 cửa hàng 7-Eleven, và do đó mật độ cao nhất thế giới là 7 Elevens / người: một cửa hàng / 4.786 người hoặc.000210 cửa hàng / người. Tại Đài Bắc, nhìn thấy hai 7-Elevens bên kia đường từ hoặc vài trong số đó nằm cách nhau vài trăm mét, là chuyện bình thường.
Bởi vì chúng được tìm thấy gần như ở khắp mọi nơi, các cửa hàng tiện lợi ở Đài Loan cung cấp dịch vụ thay cho các tổ chức tài chính hoặc các cơ quan chính phủ như thu phí đỗ xe thành phố, hóa đơn tiện ích, phạt tiền vi phạm giao thông và thanh toán bằng thẻ tín dụng. 81 phần trăm người mua sắm đồ gia đình ở thành phố Đài Loan ghé thăm một cửa hàng tiện lợi mỗi tuần. Với việc nghĩ rằng sẽ mua được đồ ăn, thức uống, thức ăn nhanh, tạp chí, video, trò chơi máy tính, và như vậy 24 giờ mỗi ngày và ở bất cứ góc nào của đường phố làm cho cuộc sống của người dân cực kỳ bận rộn và xô xì.
Các cửa hàng tiện lợi bao gồm:
- OK (liên kết với Circle K cho đến khi 2005)[1]
- FamilyMart
- Hi-Life
- 7-Eleven

## Văn hóa học
Đài Loan, cũng giống như các nước láng giềng ở Đông Á, nổi tiếng với buxiban (補習班), thường được dịch là lớp học thêm,để học các kiến thức nâng cao hơn. Gần như tất cả học sinh đều tham dự một số loại buxiban, cho dù là về toán học, kỹ năng máy tính, tiếng Anh, ngoại ngữ khác, hoặc chuẩn bị thi (đại học, cao học, TOEFL, GRE, SAT, vv). Điều này được duy trì bởi một nền văn minh có giá trị thông qua kiểm tra, với lối vào đại học, sau đại học, và dịch vụ của chính phủ đã quyết định hoàn toàn vào thử nghiệm. Điều này cũng dẫn đến sự tôn trọng đáng kể đối với văn bằng, bao gồm tiến sĩ và bằng cấp phương Tây ở nước ngoài (Hoa Kỳ và Vương quốc Anh).
Dạy học tiếng Anh là một công việc kinh doanh lớn ở Đài Loan, với Đài Loan, là một phần của dự án nhằm khôi phục lại Đài Loan Nhiệm Màu, nhằm mục đích trở thành một quốc gia song ngữ - trôi chảy tiếng Quan Thoại, Đài Loan và tiếng Anh. Nhiều giáo viên đến từ các quốc gia nói tiếng Anh, như Mỹ, Canada, Anh, Úc và New Zealand, và hưởng lương từ khoảng $ 30,000 đến $ 50,000 mỗi năm với chi phí sinh hoạt thấp, có cơ hội để quản lý hoặc mở một của riêng mình trường học và làm ra gấp nhiều lần số tiền như vậy trong một năm.

## Văn hóa đại chúng
Điện thoại di động rất phổ biến ở Đài Loan. Tỷ lệ thâm nhập di động chỉ ở mức trên 100%. Do sử dụng cao, điện thoại ở Đài Loan có nhiều chức năng và đang trở nên rẻ hơn.
Quán cà phê Internet rất phổ biến với thanh thiếu niên. Họ thường bán thức ăn. Nhiều game thủ ăn trong khi sử dụng internet. Nhiều bậc phụ huynh và giáo viên đang trở nên lo lắng đến thời gian mà thanh thiếu niên dành cho các quán cà phê internet.
Một trong những nhân vật được biết đến nhiều nhất trong điện ảnh Đài Loan là đạo diễn Lý An, người cũng đã làm phim ở phương Tây và đã giành giải Oscar. Một số nghệ sĩ pop nổi tiếng ở Đài Loan bao gồm Vương Lực Hoành, Châu Kiệt Luân (Jay Chou), Thái Y Lâm, và David Tao. Một số đã giành được danh tiếng quốc tế và lưu diễn tại các quốc gia châu Á như Nhật Bản, Malaysia và Singapore. Kể từ khi Đài Loan được biết đến với bối cảnh giải trí của mình, một số đài truyền hình của họ đã tổ chức tìm kiếm nhân tài để tìm tài năng mới và trẻ tuổi để gia nhập gia đình văn hóa pop lớn ở đây. Một số ban nhạc thành công như S.H.E đã được thành lập trong việc tìm kiếm tài năng.
Văn hoá Hip-hop từ Hoa Kỳ, Anh Quốc và Nhật Bản cũng phát triển mạnh ở Đài Loan. J-pop, G-Unit và Eminem cũng rất phổ biến. Trong quá trình này, Đài Loan đã sản xuất một số nghệ sĩ hip-hop, bao gồm Dog G, MC HotDog, Machi và L. A. Boyz.
Đài Loan hoá văn hoá Đài Loan đã có xu hướng kể từ khi dân chủ hoá trong những năm 1980 và 1990. Vào năm 2000, sau nửa thế kỷ của Quy tắc của Quốc Dân Đảng Quốc Dân Đảng, sự thay đổi dân chủ đầu tiên của đảng cầm quyền ở Đài Loan xảy ra với cuộc bầu cử Trần Thủy Biển và đảng Tiến bộ Dân chủ Tiến bộ ở Đài Loan (DPP), đánh dấu một sự kiện quan trọng bước tiến tới Đài Loan hoá. Trong khi nói chung, Quốc Dân Đảng, một đảng chính trị lớn khác, cũng cởi mở hơn trong việc thúc đẩy sự tự trị văn hoá của Đài Loan so với trước đây, DPP đã làm cho Đài Loan trở thành tấm tắc nghẽn trong nền tảng chính trị của nó. Các chính sách của chính quyền Chen bao gồm các biện pháp nhằm tập trung vào Đài Loan trong khi vẫn không nhấn mạnh các mối quan hệ văn hoá và lịch sử với Trung Quốc. Những chính sách này bao gồm những thay đổi như sửa đổi sách giáo khoa và thay đổi chương trình giảng dạy của nhà trường để tập trung nhiều hơn vào lịch sử của Đài Loan để loại trừ Trung Quốc và thay đổi tên của các tổ chức có chứa "Trung Quốc" sang "Đài Loan". Điều này đôi khi dẫn đến những điều phi thường như Tôn Trung Sơn bị đối xử như một nhân vật lịch sử "nước ngoài" (Trung Quốc) và là "Cha đẻ của đất nước" (Cộng hòa Trung Hoa). Những chính sách này được gọi là Đài Loan hóa nhưng đã bị các nhà thầu tấn công là "bỏ đi Hán Hóa", giải thích tại sao các chính sách này thường được hoan nghênh bởi hầu hết các dân tộc Đài Loan và bị Quốc Dân Đảng phản đối.
Một hiện tượng xuất phát từ phong trào Đài Loan là sự xuất hiện của nền văn hoá Taike, trong đó người ta có ý thức chấp nhận tủ quần áo, ngôn ngữ và ẩm thực để nhấn mạnh đến tính độc đáo của nền văn hoá Đài Loan cơ sở phổ biến, nền văn minh Đài Loan, mà trước đây thường được coi là tỉnh lẻ và bị đàn áp bởi Tưởng Giới Thạch.
Kuomintang nắm quyền năm 2008 với cuộc bầu cử Mã Anh Cửu tới chức vụ tổng thống. Chính quyền mới của Quốc Dân Đảng đã gây tranh cãi nhằm đảo ngược một số chính sách hủy hoại chính quyền của Chen, với mức độ hỗ trợ khác nhau. Việc khôi phục lại Tưởng niệm Tưởng Giới Thạch cho nhà nước trước đây đã được hỗ trợ. Ngược lại, một chỉ thị của chính quyền đối với các cơ quan đại diện nước ngoài sau đó đã nhắc tới các cuộc thăm viếng của các quan chức nước ngoài như là "thăm viếng Trung Quốc" đã bị huỷ bỏ sau khi có những lời chỉ trích từ các nhà lập pháp DPP.

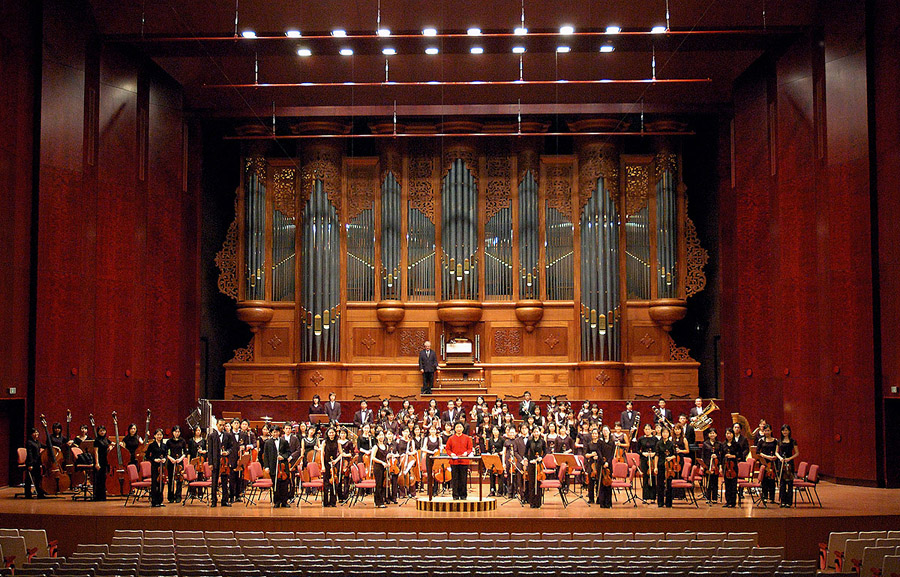
Apo Hsu và dàn nhạc giao hưởng NTNU trên sân khấu tại Nhà thi đấu Quốc gia ở Đài Bắc và biểu diễn Symphony Organ-3 của Saint-Saens

Kể từ năm 1949, Đài Loan đã phát triển trung tâm văn hóa pop Trung Quốc (còn gọi là "C-pop" hay 中文 流行 文化). Ngày nay, nền công nghiệp âm nhạc Trung Quốc thương mại trên thế giới (đặc biệt là Mandopop và pop Đài Loan) vẫn còn bị chi phối bởi các nghệ sĩ pop Đài Loan. Các nghệ sĩ pop thành công của Trung Quốc từ các nước khác (ví dụ Stefanie Sun, JJ Lin từ Singapore) cũng được đào tạo, chăm sóc và có mặt trên thị trường ở Đài Loan. Các nghệ sĩ pop Trung Quốc từ các nước khác muốn thành công thường phải đến Đài Loan để phát triển sự nghiệp âm nhạc của họ. Âm nhạc thể loại Mandopop và Đài Loan (Hokkien) tiếp tục phát triển mạnh tại Đài Loan ngày nay.
Kể từ những năm 1990, các chương trình truyền hình Đài Loan (綜藝 節目) đã phát triển từ quê nhà tại Đài Loan đến các vùng khác trên thế giới. Ngày nay, nó được cộng đồng Trung Quốc hải ngoại ở các nước như Singapore, Malaysia, Indonesia, và Hoa Kỳ theo dõi rộng rãi.